# Бєлов Борис Михайлович
Борис Михайлович Бєлов (15 червня 1953 , Челябінськ  — 18 березня 2014 ) — радянський хокеїст, захисник. Майстер спорту. Російський тренер.

## Біографія
Вихованець челябінського «Трактора», тренер Петро Дубровін. У складі «Трактора» переможець юнацького чемпіонату СРСР 1968/69, другий призер молодіжного чемпіонату СРСР 1971/72. У першості СРСР дебютував у команді другої ліги СКА-Свердловськ (1972/73 — 1973/74). З наступного сезону - гравець «Трактора» у вищій лізі. У сезоні 1976/77, коли команда завоювала бронзові медалі, провів 15 матчів. Під час сезону 1978/79 став грати за «Металург» Челябінськ із першої ліги. Шість сезонів (1980/81 — 1985/86) провів в «Автомобілісті» (Караганда). Після сезону 1986/87, проведеного в челябінському «Металурзі», завершив кар'єру.
Головний тренер команд «Коркіно» (1998/99), «Горняк» Рудний (Казахстан, 2002/03). 
Помер 18 березня 2014 року.